# Damian Jakubik
Damian Jakubik (ur. 25 marca 1990 w Otwocku) – polski piłkarz, grający na pozycji prawego obrońcy w Pogoni Siedlce.
Wychowanek Mazura Karczew, w którym rozpoczął seniorską karierę. Reprezentował również Dolcan Ząbki, Górnik Łęczna, Podbeskidzie Bielsko-Biała oraz Znicz Pruszków. W 2017 został zawodnikiem Radomiaka, z którym w latach 2019-2021 awansował z II ligi do Ekstraklasy.

## Styl gry
Jako prawy obrońca Radomiaka jest jednym z głównym udziałowców w akcjach ofensywnych.

## Sukcesy

### Radomiak Radom
- Mistrzostwo Fortuna 1 Liga: 2020/2021
- Mistrzostwo II ligi: 2018/2019